# Centre international de formation européenne
Il Centre international de formation européenne (CIFE) è un istituto privato di istruzione superiore fondato nel 1954 dal filosofo francese Alexandre Marc.
Si dedica all'insegnamento e alla ricerca con lo scopo di promuovere i valori, l'integrazione e la governance dell'Europa, il multilinguismo e la mobilità degli studenti.